# Yordan Letchkov
Yordan Letchkov (en bulgare Йордан Лечков), né le 9 juillet 1967 à Sliven en Bulgarie, est un footballeur international bulgare, évoluant au poste de milieu de terrain.

## Biographie

### En club
Yordan Letchkov commence sa carrière au sein du club bulgare du PFC Sliven. Avec cette équipe, il remporte une Coupe de Bulgarie en 1990, et inscrit 18 buts en championnat lors de la saison 1990-1991. Cette victoire en Coupe lui permet de participer à la Coupe d'Europe des vainqueurs de coupe, où il subit deux défaites face à la Juventus de Turin.
En 1991, il rejoint le club du CSKA Sofia. Avec cette équipe, il est sacré champion de Bulgarie en 1992. Il inscrit 17 buts en championnat cette saison-là.
En 1992, Yordan Letchkov quitte son pays natal et s'installe en Allemagne, signant un contrat avec le club du Hambourg SV. Avec Hambourg, il dispute un total de 101 matchs en Bundesliga, inscrivant 11 buts.
Après avoir été révélé par l'épopée de l'équipe bulgare lors de la Coupe du monde 1994, et juste après avoir disputé l'Euro 96, Letchkov rejoint les rangs de l'Olympique de Marseille. Arrivé dans un club fraîchement promu après deux ans de purgatoire en Division 2 à la suite de l'affaire VA-OM, il va réaliser une saison décevante sur la canebière (28 matchs, 2 buts en championnat), aux côtés notamment de Reynald Pedros, Andreas Köpke ou Tony Cascarino. 
Un an plus tard, il n'est pas conservé dans l'effectif olympien et émigre en Turquie à Beşiktaş. Avec ce club, il remporte deux nouveaux trophées, et joue 8 matchs en Ligue des champions. 
Il retrouve ensuite sa terre natale en 1998, à Sliven puis au CSKA Sofia. Avec le CSKA, il participe à la Coupe de l'UEFA. Il met un terme à sa carrière en 2002.

### En équipe nationale
Yordan Letchkov reçoit 45 sélections et inscrit 5 buts en équipe de Bulgarie entre 1989 et 1998.
Il joue son premier match en équipe nationale le 11 octobre 1989, contre la Grèce, dans le cadre des éliminatoires du mondial 1990. Il reçoit sa dernière sélection le 10 mars 1998, en amical contre l'Argentine.
Il inscrit son premier but le 13 octobre 1993, lors d'un match contre l'Autriche comptant pour les éliminatoires du mondial 1994. Il est ensuite sélectionné par Dimitar Penev afin de disputer la Coupe du monde 1994 organisée aux États-Unis. Lors du mondial, il inscrit deux buts : contre la Grèce et l'Allemagne. La Bulgarie atteint les demi-finales de la compétition, en étant éliminée par l'Italie.
Le 7 octobre 1995, Yordan Letchkov inscrit un quatrième but, contre l'Albanie, à l'occasion des éliminatoires de l'Euro 1996. Il est de nouveau retenu par le sélectionneur bulgare, Dimitar Penev, afin de jouer le championnat d'Europe 1996 qui se déroule en Angleterre. La Bulgarie est élimée dès le premier tour de la compétition.
Il inscrit son dernier but en sélection le 8 juin 1997, lors d'un match contre le Luxembourg comptant pour les tours préliminaires de la Coupe du monde 1998.

### Reconversion
Après la fin de sa carrière footballistique, il entame une nouvelle vie d'homme d'affaires et de homme politique. Après avoir eu plusieurs activités très réussies (hôtels de luxe, école de football,...), il est élu maire de Sliven, sa ville natale en 2003. Il est ensuite élu vice-président de la Fédération bulgare de football en 2005. 
En janvier 2013, il est condamné à deux ans de prison, accusé notamment d’abus de pouvoir et de mauvaise gestion lors de ses deux mandats de maire de la ville de Sliven, par le tribunal de Stara Zagora.

## Palmarès
- Champion de Bulgarie en 1992 avec le CSKA Sofia
- Vainqueur de la Coupe de Bulgarie en 1990 avec le PFC Sliven
- Vainqueur de la Coupe de Turquie en 1998 avec Besiktas
- Vainqueur de la Coupe de la Présidence en 1998 avec Besiktas